# Michael Neary
Michael Neary (ur. 15 kwietnia 1946 w Castlebar) – irlandzki duchowny katolicki, arcybiskup Tuam w latach 1995–2021.
Święcenia kapłańskie otrzymał 15 czerwca 1971.
20 maja 1992 papież Jan Paweł II mianował go biskupem pomocniczym archidiecezji Tuam, nadając mu stolicę tytularną Quaestoriana. Saky udzielił mu 19 września 1992 arcybiskup metropolita Tuam - Joseph Cassidy.
17 stycznia 1995 został arcybiskupem metropolitą Tuam. 10 listopada 2021 papież przyjął jego rezygnację z pełnionego urzędu, złożoną ze względu na wiek. 